# Осока чеська
{{#ifeq:0|0|{{#if:Carex bohemica|{{#if:|[[]}}|[[]]}}}}
Осока чеська, осока богемська (Carex bohemica) — вид рослин із родини осокових (Cyperaceae), що зростає у Євразії.

## Біоморфологічна характеристика
Це багаторічна (або однорічна) гола рослина (5)10–50(60) см заввишки. Кореневище коротке. Стебла трикутні в перерізі, гладкі. Листки блідо-зелені, лінійні, плоскі, ± м'які, 1–4 мм завширшки; язичок до 5 мм, вужчий за пластину, з тупою верхівкою; базальні піхви, світло-коричневі або солом'яного кольору, цілі. Суцвіття жовтувато-зелене, 1–2 см у діаметрі, округле або яйцеподібне, з тісно зближених колосків (яких 4–15), має вигляд кінцевої головки, увінчані 2–5 листоподібними, до 15 см завдовжки приквітками. Колоски жіночі знизу, чоловічі зверху, яйцювато-довгасті, 1–1.5 см. Жіночі колоскові луски блідо-коричневі, вузько-ланцетні, 5–7 мм, 1-жильні, вершина загострена. Мішечки блідо-зелені або залозисто-жовті, дещо сплощені, ланцетні, 7–10 × 0.9–1.1 мм, з довгим гостро-шорстким 2-зубчастим носиком. Період цвітіння: червень і липень. 2n=60, 80.

## Середовище проживання
Зростає у Євразії від Португалії до Японії.
Населяє вологі піщані ґрунти, багаті поживними речовинами ґрунти, болота, від часто вологих до затоплених середовища.
В Україні вид зростає на піщаних слабо зарослих берегах річок і озер — ок. Києва та Яворова Львівської обл.; Чоп у Закарпатській обл. Рослина, мабуть, зростає й на ряді ділянок заплави Дніпра і його великих приток. У ЧКУ має статус «вразливий».

## Синоніми
Синоніми: Carex cyperoides L., Caricina cyperoides (L.) St.-Lag., Schelhammeria cyperoides (L.) Dumort., Thysanocarex cyperoides (L.) Fedde & J.Schust., Vignea bohemica (Schreb.) Soják, Vignea cyperoides (L.) Peterm.